# Gang des souris vertes
 (janvier 2019).
Le « gang des souris vertes » (ou « gang de la souris verte » ou « gang des lessiveurs », et d'abord connu sous le nom de « gang des mécanos ») est une association de malfaiteurs français qui a commis de nombreux vols aggravés de septembre 2001 à mars 2006. Ses chefs étaient Laurent Cocogne et Serge Quemin.

## Origine du nom
Le surnom du gang vient du procédé utilisé pour éviter que les billets de banque dérobés dans des caisses de transport de fonds ne soient rendus inutilisables par la cartouche de sécurité censée les imprégner d'encre indélébile en cas de vol,. Afin d'isoler les billets du système antivol, les malfaiteurs faisaient pénétrer de l'huile dans les mallettes, en les entrouvrant à l'aide d'une pince-monseigneur, avant de les forcer totalement. L'explosion avait bien lieu, mais elle était sans conséquence sur les billets qui étaient ensuite passés à l'eau chaude et séchés sur des cordes à linge, accrochés à des épinglettes. Le nettoyage des billets ainsi volés valut au gang d'être un temps connu sous le nom de « gang des lessiveurs ». Cependant, la procédure de « lessivage » impliquant de tremper successivement les billets dans de l'huile puis de l'eau, finit par donner au groupe le nom de « gang des souris vertes », appellation qu'il s'était donné en référence à la comptine enfantine éponyme dont l'une des paroles finales est : « trempez-la dans l'huile, trempez-la dans l'eau ».

## Mode opératoire et braquages
La bande organisée est d'abord appelée « gang des mécanos » et est recherchée pour de nombreux cambriolages commis dans des banques, des camions de transport de fonds et sur des individus lors d' "attaques-trottoir".   
Le 11 septembre 2001 à Saint-Estève : alors que le monde entier a les yeux rivés sur les attentats du World Trade Center à New York, les 2 beaux-frères passent pour la première fois à l’action. Près de Perpignan, ils défoncent le centre de comptage de la banque, à coups de bulldozer, avant d'y pénétrer pour y voler leur butin.  
Le 3 avril 2003, dans la Drôme, un groupe d'hommes entre par effraction dans la Banque Populaire de Chabeuil. La bande braque la Banque et récolte près de 33 000 €. Leur mode opératoire dans les banques consistait à y pénétrer par les toitures au petit matin, peu avant l'arrivée du personnel : les employés entraient alors et désactivaient l'alarme, ce qui permettait aux malfaiteurs de surgir du plafond et d'emporter la caisse. Le surnom de « mécanos » provient des premiers témoignages d'employés de banque retenus en otage. Ces derniers expliquèrent aux gendarmes que les hommes du commando, cagoulés, étaient tous vêtus de bleus de travail, comme des mécaniciens. 
Le 12 mai 2003, le gang fracture un distributeur de billets.
Le 3 juillet 2003, deux convoyeurs stationnent devant le Crédit Agricole de Saint-Just-d'Ardèche afin d'y transférer des fonds en liquidités. En quelques secondes, deux hommes cagoulés et armés surgissent. Le premier pousse le convoyeur dans le fourgon, dans lequel il grimpe à son tour. Son complice prend le volant. Tous deux ordonnent aux convoyeurs de sortir les mallettes blindées, sans savoir que ces dernières ne peuvent être retirées qu'une par une. Ils sont donc obligés de patienter, en se mettant à l'abri. En 15 minutes, ils ont déjà récolté 3 valises. Un troisième braqueur débarque, et les emporte. Pour assurer leur fuite, ils neutralisent les convoyeurs avec du ruban adhésif, afin de gagner le plus de temps possible. Quand les convoyeurs réussissent à se détacher, ils n'ont finalement pas grand chose à dire aux policiers. Les enquêteurs ne sauront rien de plus que la composition des tenues de braqueurs, mais aussi que l'un d'eux avait visiblement un accent maghrébin. Toutefois, la caméra de l'agence bancaire devant laquelle a été détourné le convoi a réussi à filmer les hommes cagoulés. Malheureusement, la séquence est trop courte et inexploitable. Seul une Renault Clio standard est remarquée en arrière-plan.
En février 2004, le gang remet le couvert dans la même région, à Alboussière. Cette fois-ci, le convoyeur qu'ils braquent est seul au volant. Mais le transport de fonds est arrêté au beau milieu de la départementale par une voiture qui l'avait doublé par la gauche. Impossible de reculer, car un second véhicule bloque l'arrière. Le fourgon est pris en tenailles. Un homme cagoulé casse la vitre droite du convoyeur avec la crosse de son pistolet, et le tient en otage. Ses complices ordonnent au convoyeur de sortir toutes les valises, mais ce dernier refuse. Les deux hommes cagoulés commencent à s'agiter, et demandent au convoyeur de redémarrer, et de reprendre la route. Le convoyeur obéit, sous la menace d'un revolver. L'un des braqueurs retire une mallette. Après quelques instants, il fait arrêter le camion, car il veut extirper une deuxième mallette, qu'il passe à son ami. Le camion redémarre, le temps d'une nouvelle temporisation. Après un autre arrêt, les braqueurs se font remettre une troisième puis une quatrième valise. Ils forcent le convoyeur à en arracher deux autres, sans attendre la fin du délai de sécurité. L'une des mallettes enclenche son système de sécurité et éclate sous les yeux des braqueurs. Ils tirent une balle de pistolet sur le convoyeur, qui s'en sort indemne. Déstabilisés, les braqueurs prennent la fuite et abandonnent le chauffeur dans les bois. Alertée, la Police Judiciaire se saisit de l'affaire, et retrouve rapidement la voiture ouvreuse, entièrement calcinée et dotée d'une fausse plaque d'immatriculation. La seconde voiture est retrouvée à quelques kilomètres de là. Les braqueurs l'ont aspergée d'essence, mais elle n'a pas pris feu. Les policiers trouvent plusieurs traces d'encre dans la voiture. Ils en déduisent qu'au moins l'une des mallettes a bel et bien explosé.    
Malgré les divers braquages menés de main de maître par la bande, l'enquête semble piétiner. Les magistrats et officiers chargés de l'instruction avouent ne pas comprendre pourquoi les braqueurs s'en prennent à des valises de billets dont le système de sécurité est réputé infaillible. D'autant que l'encre répandue sur les billets en cas d'effraction rend ces derniers facilement identifiables et donc inutilisables.       
Le 19 avril 2004 à Vitrolles, du côté de Marseille, les policiers font une découverte intéressante. Un hasard, puisqu'ils perquisitionnent un garage dans le cadre d'une enquête de voitures volées. Ce garage est celui d'un certain Christian Giomi. Dans son bureau, les policiers vont trouver des billets partiellement tachés d'encre violette. Les enquêteurs pensent que ces billets proviennent d'un braquage, et ils décident de les envoyer au laboratoire de la police scientifique. Différentes couleurs d'encre sont identifiées, et selon celles-ci, on peut déterminer de quels braquages ils viennent. Il s'avère que les billets en question proviennent du braquage d'Alboussière. Christian Giomi est immédiatement placé en garde à vue, mais il fournit une explication plausible : il raconte qu'il avait commandé une voiture volée auprès de 2 jeunes gitans, qu'il ne peut malheureusement pas identifier. Christian Giomi aurait regardé l'état du véhicule et trouvé dans la boîte à gants ces billets tachés. Les policiers restent toutefois dubitatifs. Ils organisent alors un tapissage, mais aucun des convoyeurs ne reconnaît Christian Giomi. Ce dernier est mis en examen pour vol avec arme et recel, et est incarcéré.    
Fin avril 2004, nouvelle apparition de billets tachés, cette fois-ci à Lyon : plus de 200 billets maculés sont saisis. C'est une jeune femme de 23 ans qui se serait présentée à la banque pour échanger un montant de 4 000 €. Elle souhaitait écouler les billets dans une agence postale, dans laquelle on lui explique que si les billets sont détériorés, il faut les emmener à la Banque de France. L'employé lui demande de lui laisser ses billets et ses coordonnées, le temps de se renseigner. En secret, la banque alerte le procureur, qui à son tour prévient la brigade de police. Sarah est placée en garde à vue. Elle explique qu'elle a trouvé les billets dans un sac plastique, près de son domicile. Elle a essayé de les nettoyer, mais l'encre n'est pas partie. Elle s'est alors dit qu'elle allait les échanger à une agence bancaire proche, sans imaginer un instant que ces billets pouvaient venir d'un braquage. Malgré ces explications réitérées, elle aussi est mise en examen pour recel, et incarcérée. 
Le 3 septembre 2004, dans la Drôme à La Coucourde, un tunnel de passage pour les animaux, situé sous l'autoroute, prend feu. Lorsque l'incendie s'estompe, les gendarmes et les pompiers remarquent un camion carbonisé et vidé de son contenu. Douze mallettes sont étalées au sol. On réalise qu'elles ont été ouvertes à côté du fourgon. Dans le tunnel, on retrouve quelques billets brûlés, qui sont restés sur place, car ils étaient sans doute trop tachés. À côté du fourgon, ils retrouvent le convoyeur, en état de choc. Il faisait sa livraison habituelle, en passant par la route départementale. En tournant sur la gauche, il remarque un véhicule qui semble le faire freiner, ce qui agace le convoyeur. En apparence, le véhicule en question est une camionnette de chantier, la situation n'a rien d'anormal. Mais un homme en surgit, le braque, et le conduit dans le tunnel. Là, les mallettes sont fracturées et ouvertes une par une par les braqueurs. Pendant ce temps, l'un des hommes du commando armé tente de calmer le convoyeur qui semble sous le choc. Il lui fait la promesse qu'il pourra rentrer chez lui une fois que lui et ses complices seront partis. Les hommes passent plus d'une heure dans le tunnel, le temps de sortir les valises une par une. Une fois le camion vidé, les braqueurs le poussent vers la sortie. Persuadé qu'il va être exécuté, le convoyeur est pris de panique ; les braqueurs l'attachent à un arbre pour assurer leur fuite. Avant de partir, les malfrats lui font signe de ne retourner dans le tunnel sous aucun prétexte. Cette fois-ci, les braqueurs s'en vont avec une somme de 695 000 €. Un record. Quelques minutes plus tard, la voiture des braqueurs explose, grâce à une bombe artisanale à retardement.            
Lors de la fouille des véhicules calcinés, les gendarmes sont prévenus : une équipe a retrouvé la camionnette de chantier utilisée par les voleurs. A l'intérieur, ces derniers ont oublié plusieurs vêtements et des panneaux de circulation. Les braqueurs avaient en fait monté un faux chantier sur la D74 (sur le trajet du convoyeur), et déroulé un câble électrique sur plus de 400 mètres, le long de la route, pour contrôler à distance le feu rouge, et forcer le camion de transport de fonds à s'arrêter. Le fourgon n'avait aucune chance de leur échapper. Après constatation de l'ensemble des éléments de l'enquête, les gendarmes savent qu'ils ont affaire à la même équipe de professionnels. Toutes les voitures volées dans la région sont répertoriées, ainsi que les armes, mais cela ne donne rien. Les gendarmes concentrent alors leurs recherches sur les lignes téléphoniques, et font du voisinage dans les maisons voisines : personne n'a rien vu. Il ne reste plus qu'une veste de treillis datant de la guerre du Golfe. Décidément malchanceux, les enquêteurs ne parviennent pas à remonter jusqu'au fournisseur. Ils remarquent toutefois des anomalies dans le récit du convoyeur, qui leur avait assuré qu'il roulait avec les portes verrouillées et l'alarme activée, deux éléments contredits par les constatations de la police. L'homme est placé sur écoute et ses relevés bancaires sont épluchés. Mais ils ne découvrent rien d'autre qu'une maîtresse et deux enfants adultérins. L'enquête retourne au point mort.           
Le 29 octobre 2004, le gang fait un nouveau braquage à La Côte-Saint-André, avec l'ancienne méthode des mécanos. Déjà à l'intérieur de la banque, les braqueurs font part de leurs mauvais pressentiments : plusieurs éléments ne se déroulent pas comme prévu. L'équipe décide donc de quitter les lieux, alors que les gendarmes sont en train d'arriver. La voiture des malfaiteurs va croiser celle des gendarmes dans une rue très étroite, où deux voitures ne peuvent normalement pas passer en même temps. Les malfrats vont donc, comme si de rien n'était, laisser passer la voiture des gendarmes, qui file vers la banque. Une fois arrivés sur les lieux, les autorités vont vite faire le rapprochement entre le signalement des braqueurs et les occupants de la voiture croisée dans la ruelle quelques minutes plus tôt. Les gendarmes relèvent une nouveauté dans le mode opératoire de la bande : celle-ci est passée par les souterrains de la banque plutôt que par le toit.
De janvier 2005 à juin 2005, d'abord à Saint-Georges-d'Espéranche, les braqueurs se font avoir en emportant deux valises vides.                            
Ensuite, au Péage-de-Roussillon, ils retentent le coup et repartent avec 45 000 €.                             
Après, à Bourgoin-Jallieu, ils se font à nouveau avoir par deux valises vides.
Encore après, ils reviennent à La Côte-Saint-André, et ils ramassent 40 000 €.
Et par la suite, en juin 2005 à Davézieux, ils reprennent deux valises vides.
Début 2005, la police judiciaire de Clermont-Ferrand découvre que deux individus installés en Auvergne,  auraient trouvé le moyen d'écouler les billets maculés d'encre. D'autres renseignements viennent conforter cette information : un casino de Clermont-Ferrand affirme que des billets tachés d'encre ont circulé dans les machines à sous de l'établissement. Deux personnes sont suspectées : un certain Alain Caigny et un certain Jean-Pierre Borys. 
En juin 2005, les policiers suivent les deux hommes presque tous les jours et constatent que les suspects font fréquemment des repérages sur des distributeurs automatiques de billets. Le 22 juin, ils passent à l'action. Alors que Jean-Pierre Borys tente de fracturer un distributeur du centre commercial de Saint-Priest, il est intercepté par une brigade de police. Les enquêteurs se rendent par la suite chez Caigny et découvrent à son domicile plusieurs billets provenant du braquage de La Coucourde.
Les deux hommes sont placés en garde à vue. Jean-Pierre Borys reconnaît la tentative pour laquelle il a été arrêté et il avoue le recel. Les policiers en apprennent plus par Alain Caigny : celui-ci explique que c'est Borys qui lui donne ces billets, et qu'il lui aurait dit se les être procurés avec un groupe d'amis. Ses amis sont quatre, dont deux en cavale. A côté, la version de Borys s'écroule. 
Le 8 septembre 2005, un convoyeur de fonds descend de son fourgon avec deux mallettes, pour les livrer à la banque. Son collègue reste au volant. Le collègue entend du bruit. Il ouvre sa porte et voit un braqueur. La voiture est partie, et les convoyeurs ne l'ont plus revu. Cette méthode sera appelée « L'attaque trottoir », par les enquêteurs. Après, le gang décide de reprendre les attaques aux fourgons. 
Quelques semaines plus tard, un fourgon échappe aux braqueurs.
La fois suivante, le fourgon ne leur échappe pas, sous la neige, avec deux troncs d'arbres pour lui couper la route.
Les policiers apprennent l'existence d'un chimiste surnommé « Madagascar ». Cet homme est un certain David Gelée. Il saurait comment nettoyer les billets maculés d'encre. Et il connaîtrait Laurent Cocogne et Serge Quemin.

## Arrestation
Le fait que les deux gangs, « lessiveurs » d'une part et « mécanos » d'autre part, ne font finalement qu'un, n'est connu qu'après l'arrestation des membres du groupe. Celle-ci a lieu le 30 mars 2006. Ce jour-là, une « attaque trottoir » à La Verpillière, près de Bourgoin-Jallieu dans l'Isère, tourne mal : un convoyeur de fonds s'échappe et réussit à donner l'alarme. Les gendarmes réussissent à intercepter la Peugeot 807 des braqueurs, qui ont échangé leur camion pour un monospace mais sont repérés à un barrage policier. La Peugeot 807 démarre, juste devant les policiers. A un moment, la Peugeot percute une voiture. Mais elle s'en sort et redémarre pendant quelque temps, jusqu'à son épuisement. Devant l'imminence de son arrestation, le chef de la bande, Laurent Cocogne, descend cagoulé de voiture et se suicide, en se tirant une balle dans le cœur. Son beau-frère Serge Quemin, Hervé Carlier (le conducteur), Philippe Carlier, David Gelée et Philippe Gascon sont arrêtés sur la commune de Bonnefamille.
L'enquête montre que le gang a réalisé au moins quatorze vols aggravés dans les départements de l'Ardèche, de l'Isère et de la Drôme, amassant un butin global d'environ 1,5 million d’euros.

## Condamnations
Les membres du gang sont jugés le 14 janvier 2010 devant la cour d'assises de Lyon, et condamnés, après une audience de deux semaines, à des peines modérées, compte tenu du nombre de faits reprochés. Ainsi Serge Quemin est condamné à 16 ans d'emprisonnement, tandis que Hervé Carlier à 12 ans, David Gelée à 11 ans, Jean-Pierre Borys à 8 ans, Philippe Carlier et Philippe Gascon à 5 ans. L'épouse de Laurent Cocogne, soupçonnée de complicité, est acquittée.

## Libération des membres du gang
Depuis, tous les membres de ce gang ont été libérés. Fin 2018, Serge Quemin, le dernier membre incarcéré, obtient une libération conditionnelle, après 12 ans de détention. 

## Documentation

### Ouvrage
- Imen Ghouali, Le Gang des souris vertes, Paris, Hors Collection, 2013, 111 p. (ISBN 978-2-258-10431-0).

### Documentaires
- Télévision : Faites entrer l'accusé, présenté par Frédérique Lantieri, les 4 novembre 2012 et 27 octobre 2013, « Le gang des souris vertes », sur France 2[5].
- Radio :  L'Heure du crime de Jacques Pradel le 3 avril 2014, « Le gang des souris vertes », sur RTL.
- Radio :  L'Heure du crime de Jacques Pradel le 15 janvier 2019, « Le gang des souris vertes », sur RTL. Nouvelle émission live.